# 天災による被害農林漁業者等に対する資金の融通に関する暫定措置法
天災による被害農林漁業者等に対する資金の融通に関する暫定措置法（てんさいによるひがいのうりんぎょぎょうしゃとうにかんするしきんのゆうずうにかんするざんていそちほう、昭和30年8月5日法律第136号）は、天災による被害農林漁業者等に対する資金融通に関する日本の法律である。
法令番号は昭和30年法律第136号、1955年（昭和30年）8月5日に公布された。
天災によって損失を受けた農林漁業者および農林漁業者団体に対し、農林漁業の経営等に必要な資金の融通を円滑にする措置を講じて経営の安定に資することを目的としている。

## 定義
被害農業者
農業を主な業務とする者であって、天災による農作物等が平年における収穫量の百分の三十以上であり、かつ、天災による農作物等の減収による損失額がその者の平年における農業による総収入額の百分の十以上である旨又は天災による損失額がその者の栽培する果樹等の被害時における価額の百分の三十以上である旨の市町村長の認定を受けたもの
被害林業者
林業を主な業務とする者であって、天災による林産物の流失等による損失額がその者の平年における林業による総収入額の百分の十以上である旨又は天災によるその所有する炭がま、しいたけほだ木、わさび育成施設若しくは樹苗育成施設の流失、損壊等による損失額が当該施設の被害時における価額の百分の五十以上である旨の市町村長の認定を受けたもの
被害漁業者
漁業を主な業務とする者であって、天災による魚類等による損失額が平年における漁業による総収入額の百分の十以上である旨又は天災によるその所有する漁船等の損失額が当該施設の被害時における価額の百分の五十以上である旨の市町村長の認定を受けたもの
特別被害農業者
被害農業者であって、天災による農作物等の損失額がその者の平年における農業による総収入額の百分の五十（開拓者にあつては百分の三十）以上である旨又は天災による損失額が価額の百分の五十（開拓者にあつては百分の四十）以上である旨の市町村長の認定を受けたもの
特別被害林業者
被害林業者であって、天災による林産物等の流失等による損失額がその者の平年における林業による総収入額の百分の五十以上である旨又は天災によるその所有する樹苗育成施設の損失額が当該施設の被害時における価額の百分の七十以上である旨の市町村長の認定を受けたもの
特別被害漁業者
被害漁業者であって、天災による魚類等による損失額がその者の平年における漁業による総収入額の百分の五十以上である旨又は天災によるその所有する漁船等の損失額が当該施設の被害時における価額の百分の七十以上である旨の市町村長の認定を受けたもの
被害組合
農業協同組合、農業協同組合連合会、森林組合、森林組合連合会又は漁業協同組合であって天災によりその所有し又は管理する施設、在庫品等につき著しい被害を受けたもの
経営資金
協同組合又は金融機関が被害農林漁業者に対し農林漁業経営に必要な資金として一定期間内に貸し付ける資金
特別被害地域
政令で定める都道府県の区域内の旧市町村の区域の全部若しくは一部又はその都道府県の区域内の一定条件を満たす区域のうち、都道府県知事があらかじめ農林水産大臣に協議し、その同意を得て指定する区域
事業資金
農業協同組合連合会、森林組合連合会、漁業協同組合連合会又は金融機関が、被害組合に対し、天災により被害を受けたために必要となった事業運営資金として二千五百万円（連合会に貸し付けられる場合は五千万円）の範囲内において、償還期限三年以内及び利率年六分五厘以内の条件で一定期間内に貸し付けるもの